# Нори (село)
Но́ри — село в Надымском районе Ямало-Ненецкого автономного округа России.

## Географические данные
Село расположено на берегу реки Надым, недалеко от места впадения реки в Обскую губу. Ближайшие населённые пункты: сёла Ныда и Хоровая, посёлок Шуга.

## История
Село было основано в 1896 году. Причиной образования была торговля. Село превратилось в пункт торговли тобольских рыбопромышленников, доставлявших всё необходимое для жизни населения этого регион.
Около половины населения представители коренных малочисленных народов Севера — ненцы и коми-зыряне.
С конца декабря-начала января по апрель в районе действуют зимники, являющиеся единственной автомобильной связью для нескольких населённых пунктов.
Основным занятием трудоспособного населения является оленеводство, охота, рыболовство, пошив меховой одежды.
Планируется строительство вертолётной площадки.
С 2005 до 2020 гг. входило в состав сельского поселения Кутопьюганское, упразднённого в связи с преобразованием муниципального района в муниципальный округ.

## Население
| 1989 | 2002 | 2010 | 2021 |
| ---- | ---- | ---- | ---- |
| 437  | ↗455 | ↘361 | ↗406 |